# Al Asmakh Tower
Al Asmakh Tower est un gratte-ciel de 227 mètres construit en 2017 à Doha au Qatar.  